# جعفر أباد (تشاراويماق)
جعفر أباد (بالفارسية: جعفرآباد) هي منطقة سكنية تقع في قسم قوريتشاي الشرقي الريفي في إيران. يقدر عدد سكانها بـ 26 نسمة .